# Chaetomium hexagonosporum
Chaetomium hexagonosporum är en svampart som beskrevs av A. Carter & Malloch 1982. Chaetomium hexagonosporum ingår i släktet Chaetomium,  och familjen Chaetomiaceae.   Inga underarter finns listade.